# 沙河顶站
沙河顶站是广州地铁6號線的車站，位于中国广东省广州市天河区先烈东路水荫路口的地底，於2013年12月28日啟用。

## 車站結構

### 車站樓層
本站为明挖地下二层岛式车站，主体结构外包总长117.8m。车站共有两层，地面為先烈东路、水荫路、十九路军陵园凯旋门、广东省建筑科学研究院及其它建築；地下一層为站厅层；地下二層為6號綫月台。
| 地下一层 | 站厅               | 售票機、客服中心、商店、警务室、安检设施 |  |  |
| 地下二层 | 2 站台             | █6号线 潯峰崗方向（下站：黄花岗）        |  |  |
|          | 岛式站台（卫生间） |                                          |  |  |
|          | 1 站台             | █6号线 香雪方向（下站：沙河）            |  |  |

### 站厅

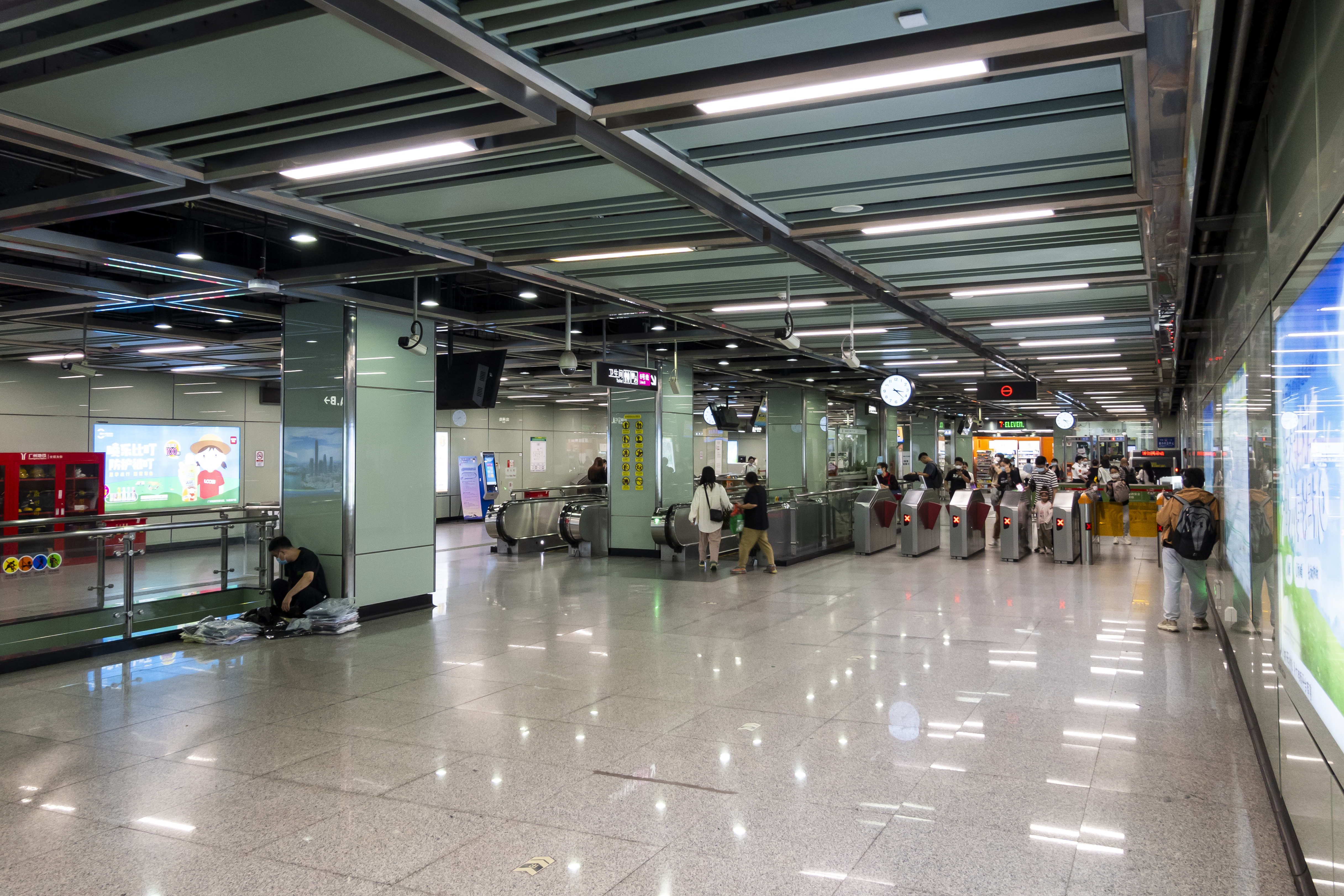
站廳

为方便行人进出，站厅东北侧大部分为收费区，四周为各出入口以及商店，收费区设有兩台扶手电梯、一组楼梯和一台专用电梯供乘客来往于站厅及月台层。
车站商店及自助服务方面，沙河顶站设有一座便利店以及自动售卖机。

### 月台
本站設有一個島式月台，位於先烈東路地底。本站的卫生间位于月台西端。

月台全景图（长湴方向）

### 出入口
沙河顶站共设置两个出入口供乘客进出。
|                                                     |                                                           |      |          | |
| 編號                                                | 设施                                                      | 照片 | 出口指示 | 建議前往的目的地 |
| A                                                   | 盲道标志 · 轮椅升降台标志 · 无障碍通道标志 · 扶手电梯标志 |      | 先烈东路 | 水荫路、广州市十九路军淞沪抗日阵亡将士陵园、广州市救助管理站市区分站、广州市第十六中学水荫校区、广州话剧艺术中心、十九路军陵园公交站 |
| B                                                   | 盲道标志                                                  |      | 先烈东路 | 先烈中路、中共广州市委党校、星海音乐学院                                                                                             |
| 註： 設有 \| 設有 \| 設有輪椅升降台 \| 設有扶手電梯 |                                                           |      |          | |

## 接驳交通
| 公交线路 \| 编号 \| 编号 \| 线路 \| 线路 \| 线路 \| 收费 \| 备注 \| \| ---- \| ---- \| ---------------------- \| ---- \| -------------- \| ----- \| ------------ \| \| \| 6 \| 黄沙 \| ⇆ \| 天河北公交总站 \| 2元 \| \| \| \| 27 \| 东莞庄 \| ⇆ \| 广卫路 \| 2元 \| \| \| \| 78 \| 岑村 \| ⇆ \| 东山广场 \| 2元 \| \| \| \| 192 \| 水荫路 \| ⇆ \| 珠江医院 \| 2元 \| \| \| \| 199 \| 齊富路 \| ⇆ \| 水荫路 \| 2元 \| \| \| \| 547 \| 奥体南路（优托邦） \| ⇆ \| 广州市儿童公园 \| 2–3元 \| \| \| \| 夜14 \| 广州火车站（草暖公园） \| ⇆ \| 东莞庄 \| 3元 \| 27路附属线路 \| |      |                        |      |                |       |              |
| 编号 | 编号 | 线路                   | 线路 | 线路           | 收费  | 备注         |
| | 6    | 黄沙                   | ⇆    | 天河北公交总站 | 2元   |              |
| | 27   | 东莞庄                 | ⇆    | 广卫路         | 2元   |              |
| | 78   | 岑村                   | ⇆    | 东山广场       | 2元   |              |
| | 192  | 水荫路                 | ⇆    | 珠江医院       | 2元   |              |
| | 199  | 齊富路                 | ⇆    | 水荫路         | 2元   |              |
| | 547  | 奥体南路（优托邦）     | ⇆    | 广州市儿童公园 | 2–3元 |              |
| | 夜14 | 广州火车站（草暖公园） | ⇆    | 东莞庄         | 3元   | 27路附属线路 |

## 利用状况
本站邻近多所院校，同时附近有多数住宅小区以及城中村，客流较为可观理想。在沙河地铁站未开通前，本站是濂泉路与先烈东路一带服装批发市场距离最接近的地铁车站，不少乘客会携带大件包裹或者手拖车，甚至是大型行李於本站乘坐地铁。

## 历史
本站在6號線規劃初期曾用名为水荫路站，後正式定名為沙河頂站。
本站受现场环境及广东工业大学拆迁问题影响，车站方案曾先后调整两次。2010年10月22日，车站主体结构封顶。2012年12月26日，本站至黄花岗站区间贯通。
2013年12月28日，本站隨6號線首期開通試運營而啟用。
2022年末疫情期间，本站曾受防控措施影响，于11月26日至11月30日下午暂停服务。